# Ivan Yaremchuk
Ivan Ivanovych Yaremchuk (né le 19 mars 1962) est un joueur de football international soviétique. 
Il est l'un des plus grands joueurs que le Dynamo Kiev ait connu, il remporte tous ses titres au Dynamo.

## Palmarès
Dynamo Kiev
- Vainqueur de la Coupe vainqueurs de coupe en 1986.
- Champion d'Union soviétique en 1985, 1986 et 1990.
- Vainqueur de la Coupe d'Union soviétique en 1985, 1987 et 1990.